# Karáčoniho palác
Karáčoniho palác (starší název Karácsonyiho palác) je palác a národní kulturní památka Slovenské republiky pod číslem 101-596/0 v Bratislavě v městské části Staré Mesto na ulici Štefánikova číslo 2.

## Charakteristika
Karáčoniho palác byl postaven v historizujícím stylu jako reprezentační palác v letech 1883–1884 na místě, kde byla dříve hospodářská budova za Grasalkovičovým palácem. Má mohutnou, plasticky členěnou fasádu, která v době svého vzniku patřila k významným objektům ulice. Fasáda se zachovala v původním stavu. Stavitelem paláce byl hrabě Quido Karáčoni (1817–1885), který byl významnou osobností panovnického dvora a zakladatelem charitativních institucí.